# Mimagoniates rheocharis
Mimagoniates rheocharis är en fiskart som beskrevs av Menezes och Weitzman, 1990. Mimagoniates rheocharis ingår i släktet Mimagoniates och familjen Characidae. Inga underarter finns listade i Catalogue of Life.